# Mândû
Mândû ou Mândûgârh est un site fortifié depuis le VIe siècle, perché à 600 m dans les monts Vindhya, à quelque 90 km de la ville d’Indore dans la région Malwa de Madhya Pradesh. Le sommet de la colline est ceinturé d’une muraille de près de 10 km de long.

## Histoire
La ville commence à se développer en 1261, lorsque le roi Jayavaram de la dynastie râjpoute des Paramâra y transfère sa capitale depuis Dhâr. En 1293, la région tombe aux mains des Musulmans, cependant Mândû résistera jusqu’en 1305 où les Khaljî qui règnent à Delhi s’en emparent et la renomment Shadiabâd, la cité de la joie.
Hoshang Shâh Ghûrî, qui règne de 1405 à 1432 sur la région, qu’il a rendu indépendante, y transfère à nouveau sa capitale depuis Dhâr et l’embellit de nombreux monuments à mesure que son rôle stratégique gagne en importance. Mahmûd Khaljî, qui empoisonne son fils, Mahmûd Shâh Ghûrî (1432-1432) pour s’emparer du pouvoir fondant ainsi la nouvelle dynastie des Khaljî du Mâlvâ, y fait fleurir une école d’enlumineurs de livres. La ville restera un centre prospère de paix et de stabilité jusqu’en 1526 lorsque Bahadur Shah du Gujarat s’en empare. Humâyûn l’en chasse en 1534, mais la ville entre alors en déclin. Elle sera reprise par le Gujarat, libérée par Akbar en 1561, puis reprise par les Marathes en 1732. Dhar retrouve sa place de capitale régionale et Mândû devient une ville fantôme.
Les empereurs moghols appréciaient d’y séjourner et Jahângîr, qui y demeura quelques mois, fit restaurer certains de ses monuments.

## Patrimoine
Les bâtiments de Mândû ont un style particulier conçu par les dirigeants de la dynastie des Ghûrî du Mâlvâ. La plupart ont été construits de 1401 à 1526. Parmi ceux-ci les plus dignes d’intérêt sont :
- la mosquée de Dilâvar Khân (1405),
- la tombe de Hoshang Shâh (1440) en marbre blanc. Shâh Jahân envoya 4 de ses architectes pour l’étudier du temps de la conception du Taj Mahal,
- la Jâmi-masjid (1454), inspirée de la mosquée de Damas, qui occupa 3 générations pour sa construction,
- l’Ashrafâ Mahal, une madrassa ou école coranique qui accueille la tombe de Mahmûd Khaljî,
- le palais de Baz Bahâdur
- de nombreux bâoli ou puits sculptés